# 七角井镇
七角井镇，是中华人民共和国新疆维吾尔自治区哈密市伊州区下辖的一个行政建制镇。

## 行政区划
七角井镇下辖以下地区：
第一社区、第二社区、第三社区、第四社区、第五社区和七角井村。